# Eternally
Eternally è un brano musicale della cantante giapponese Utada Hikaru, registrato per il suo album del 2001 Distance. È stato riarrangiato nel 2008 con il titolo Eternally (Drama Mix), per essere utilizzato nel dorama televisivo di Fuji TV Innocent Love con Maki Horikita. È stato quindi pubblicato come singolo digitale il 1º ottobre 2008, e successivamente su CD nel marzo 2009 in una compilation della EMI intitolata I: Zutto, Zutto, Aishiteru (i(アイ)～ずっと、ずっと、愛してる～?).

## Tracce
Download digitale
1. Eternally -Drama Mix-

## Classifiche
| Classifica (2008)                             | Posizione maggiore |
| --------------------------------------------- | ------------------ |
| Billboard Billboard Japan Hot 100 - Drama Mix | 36                 |
| RIAJ Reco-kyō ringtones Top 100               | 50                 |